# خوان هوارتي دي سان خوان
كان خوان هوارتي دي سان خوان أو خوان هوارتي إي نافارو (1529 - 1588) طبيبًا وعالمًا نفسيًا إسبانيًا، وهو الذي أسس أول الأعمال في علم النفس (قبل التحول العلمي لهذا التخصص في القرن التاسع عشر).

## حياته
ولد في سان جان بييه دو بور (نافار السفلى) في نهاية عام 1529 أو بداية عام 1530، وتلقى تعليمه أولًا في جامعة هويسكا. ثم ذهب إلى جامعة الكالا حيث حصل على الدكتوراه في الطب عام 1560.
على الرغم من أنه يبدو من المشكوك فيه ما إذا كان مارس عمله كطبيب في هويسكا، لكن هوارتي ميز نفسه بمهارته المهنية وحماسته البطولية أثناء الطاعون الذي دمر بايزا عام 1566. عين طبيبًا من قبل فرع الكاتدرائية لفترة قصيرة جدًا في عام 1573. فصل وبعد ستة أشهر من شغل هذا المنصب عندما غادر دون إذن لطلب تراخيص لطباعة كتابه الرائع، Examen de ingenios para las sciencias (فحص الذكاء باستخدام العلوم) أو فحص المواهب في المهن.
في حياته الشخصية، تزوج من امرأة اسمها أغويدا، وأنجبا ثلاثة أطفال: أنطونيا (ولدت بين 1568-1576)، وأغويدا، ولويس.
توفي هوارتي في ليناريس عام 1588.

## العمل
نشر هوارت الطبعة الأولى من كتابه Examen de ingenios para las ciencias (فحص الذكاء باستخدام العلوم) في عام 1575، والذي أكسبه شهرة أوروبية، وترجمه جوتهولد إفرايم ليسينج. على الرغم من الحظر الأولي الذي فرضته محاكم التفتيش، فقد عثر على نسخ من الكتاب في العديد من مكتبات برشلونة العامة والخاصة (بما في ذلك مكتبات خواكين سيتانتي، وجيروني تاراسا، وجوان نادال دي براتس، وباو إجناسي دي دالماسيس ومكتبة المدرسة اليسوعية). على الرغم من أن أطروحة هوارت قد دحضت، إلا أنها مثيرة للاهتمام تاريخيًا باعتبارها المحاولة الأولى لإظهار العلاقة بين علم النفس وعلم وظائف الأعضاء، كما أن براعتها الحادة لا تقل روعة عن جرأة وجهات نظرها. وبعد وفاته، نُشرت نسخة ثانية منقحة ومنقحة (بواسطة محاكم التفتيش). بين عامي 1575 و1800، نشرت ستون طبعة مختلفة من الامتحانات. خلال القرون السادس عشر والسابع عشر والثامن عشر، تمت ترجمة الكتاب إلى ست لغات أوروبية: الفرنسية والإيطالية والإنجليزية واللاتينية والألمانية والهولندية. كان ريتشارد كارو هو مترجم كتاب فحص الذكاء إلى الإنجليزية، معتمدًا في ترجمته على النسخة الإيطالية لكاميلي. (هذا الكتاب هو أول محاولة منهجية للربط بين علم وظائف الأعضاء وعلم النفس، على الرغم من اعتماده على طب جالينوس. وقد نُشرت أربع طبعات من هذه الترجمة: في 1594، و1596، و1604، و1616).

## نظريات

### المواهب
وقد طرح النظريات التالية في كتابه فحص الذكاء باستخدام العلوم:
أولًا، من الممكن أن يمتلك شخص ما موهبة واحدة فقط، بدلًا من مواهب متعددة. واعتبر هوارت أن هذه الموهبة الواحدة تتميز بدرجة عالية، حيث يتم التفريق بين الأفراد والجماعات.
ثانيًا، من المهم جدًا ممارسة مهنة تتوافق مع الموهبة التي يمتلكها الشخص.
ثالثًا، إذا كان الفرد يفتقر إلى العبقرية، فإنه يكافح بطريقة عقيمة مع العلم.
وأخيرًا، تتميز كل موهبة بمزاج يتوافق مع بنية الشخص. ويتعلق هذا المفهوم بنظريته حول المزاجات الخلطية.

## أطفال
في كتابه، يناقش هوارتي معاملة الأطفال من حيث صلتها بقدراتهم. تماشيًا مع نظريته المتعلقة بالمواهب الفردية، يعتقد هوارت أن بعض الأطفال يتقنون في مجال معين بينما لا يتقنه الآخرون. نظرًا لوجود هذه الاختلافات، يجب دراسة الأطفال وهم صغار للتأكد من قدراتهم حتى يتمكنوا من التعلم بكفاءة في المجال الذي يتفوقون فيه. وبينما أراد هوارت أن يبدأ الأطفال في اكتساب المعرفة المتعلقة بمواهبهم في سن مبكرة، كان يدرك ذلك أن المهام يجب أن تكون مناسبة من الناحية التنموية. وبتطبيق هذا، سيتعلم الأطفال اللغة في وقت مبكر والمنطق عندما يكبرون.